# Chloe Coleman
Chloe Coleman (Los Angeles, 2008. november 23. –) amerikai színésznő.
Leginkább a Kémecském, a Lőpor turmix, a Timmy Kudarc: Becsúszott pár hiba, a Dungeons & Dragons: Betyárbecsület és a 65 című filmekben játszott szerepeiről ismert.

## Fiatalkora és pályafutása
2008. november 23-án született a kaliforniai Los Angelesben. Színészként 5 évesen debütált a Glee – Sztárok leszünk! című televíziós sorozatban. 2016 januárjában szerepet kapott az HBO-s Hatalmas kis hazugságok című sorozatban, ahol a Zoë Kravitz és James Tupper által játszott karakterek lányát alakította. 2016-ban a szereplőgárdával együtt jelölték a Screen Actors Guild-díj a legjobb szereplőgárdának díjra. 2018 októberében Chloe megkapta a főszerepet Dave Bautista oldalán a Kémecském című filmben. 2019-ben több filmben is szerepet kapott, többek között a Lőpor turmix című thrillerben Karen Gillan oldalán, a Vegyél el című romantikus vígjátékban Jennifer Lopez és Owen Wilson mellett, valamint James Cameron Avatar: A víz útja című filmjének Lo'ak te Suli Tsyeyk'itan fiatalkori változatának szerepét játszotta. 2020-ban kezdett visszatérő szerepben szerepelni a Feltöltés című televíziós sorozatban.
2023-ban szerepelt Adam Driver oldalán a 65 című filmben, Chris Pine-nal a Dungeons & Dragons: Betyárbecsület című fantasy kalandfilmben, valamint A fájdalom ügynökei című filmben Emily Blunt és Chris Evans mellett. 2024-ben Sophie szerepét megismételte a Kémecském: Az örök városban.

## Magánélete
Coleman édesapja operatőr, édesanyja pedig televíziós producer. Apja révén afroamerikai, anyja révén pedig cseh és angol származású.

## Filmográfia

### Filmek
| Év   | Magyar cím                         | Eredeti cím                             | Szerep                             | Magyar hang     |
| ---- | ---------------------------------- | --------------------------------------- | ---------------------------------- | --------------- |
| 2020 | Kémecském                          | My Spy                                  | Sophie                             | Kobela Kíra     |
| 2020 | Timmy Kudarc: Becsúszott pár hiba  | Timmy Failure: Mistakes Were Made       | Molly Moskins                      | Hegedűs Johanna |
| 2021 | Lőpor turmix                       | Gunpowder Milkshake                     | Emily                              | Tóth Mira       |
| 2022 | Vegyél el                          | Marry Me                                | Lou                                | Tóth Mira       |
| 2022 | Avatar: A víz útja                 | Avatar: The Way of Water                | Lo'ak te Suli Tsyeyk'itan fiatalon | Vári Dóra       |
| 2023 | 65                                 | 65                                      | Nevine                             | Kobela Kíra     |
| 2023 | Dungeons & Dragons: Betyárbecsület | Dungeons & Dragons: Honor Among Thieves | Kira Darvis                        | Hegedűs Johanna |
| 2023 | A fájdalom ügynökei                | Pain Hustlers                           | Phoebe                             | Hegedűs Johanna |
| 2024 | Kémecském: Az örök város           | My Spy: The Eternal City                | Sophie                             | Kobela Kíra     |

### Televíziós sorozatok
| Év         | Magyar cím                      | Eredeti cím                   | Szerep                | Magyar hang                               |
| ---------- | ------------------------------- | ----------------------------- | --------------------- | ----------------------------------------- |
| 2013       | Glee – Sztárok leszünk!         | Glee                          | fiatal táncos         | 1 epizód                                  |
| 2016       | Állatok                         | Animals                       | gyerek (hangja)       | 1 epizód                                  |
| 2016       | Nincs titok                     | Transparent                   | Idit Ovadia           | 2 epizód                                  |
| 2016; 2017 | Veszélyes Henry                 | Henry Danger                  | rémült gyerek / Liz   | 2 epizód                                  |
| 2017       | Superstore – Az agyament műszak | Superstore                    | Zoe                   | 1 epizód                                  |
| 2017–2019  | Hatalmas kis hazugságok         | Big Little Lies               | Skye Carlson          | mellékszereplő magyar hangja Majer Szonja |
| 2019; 2021 | Kutyapajtik                     | Puppy Dog Pals                | Monet, Cubby (hangja) | 2 epizód                                  |
| 2020       | A Rezidens                      | The Resident                  | Lucy Williams         | 1 epizód                                  |
| 2020-2021  |                                 | Kinderwood                    | Fifi (hangja)         | főszerep (30 epizód)                      |
| 2020–      | Feltöltés                       | Upload                        | Nevaeh                | visszatérő szerep (8 epizód)              |
| 2021       | Kalandra fel! Távoli világok    | Adventure Time: Distant Lands | Cadebra (hangja)      | 1 epizód                                  |